# Dianella monophylla
Dianella monophylla là một loài thực vật có hoa trong họ Thích diệp thụ. Loài này được Hallier f. miêu tả khoa học đầu tiên năm 1914.